# Cynanchum violator
Cynanchum violator är en oleanderväxtart som beskrevs av R. Holm. Cynanchum violator ingår i släktet Cynanchum och familjen oleanderväxter. Inga underarter finns listade i Catalogue of Life.